# Orquesta Roja

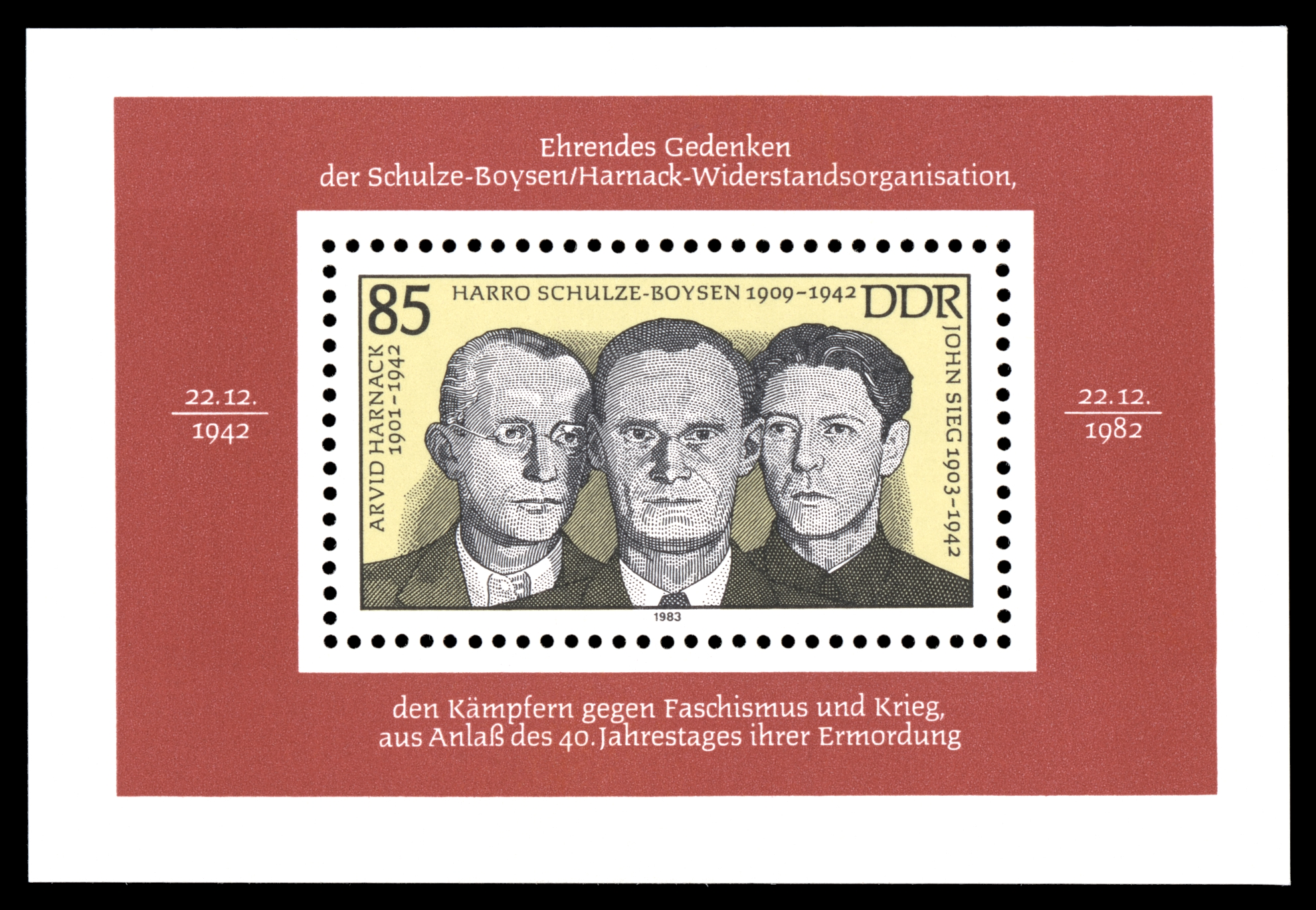
Sello postal conmemorativo

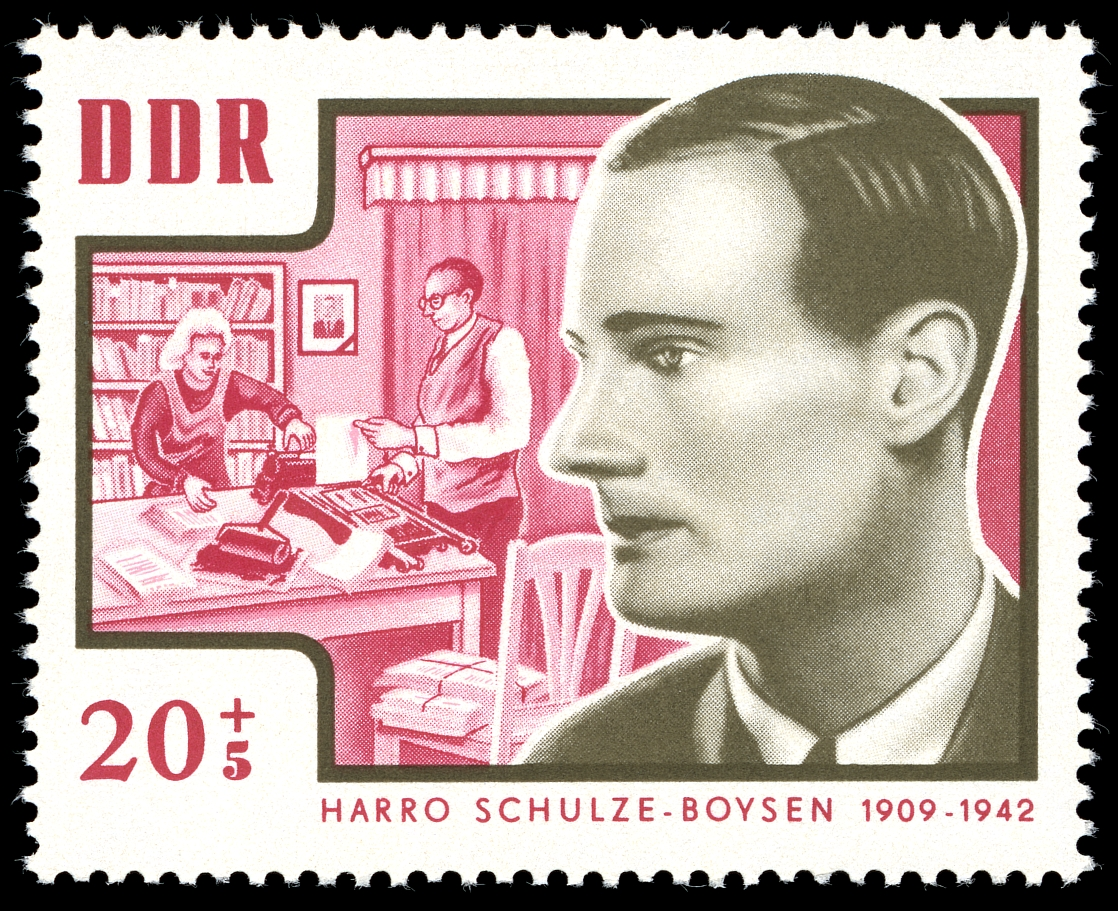
Harro Schulze-Boysen (1909-1942)

Emblema del NKVD, agencia soviética de espionaje que organizó la Orquesta Roja.

"Orquesta Roja" (alemán, Rote Kapelle): el nombre general dado por la Gestapo a los grupos independientes del movimiento de Resistencia antinazi y las redes de inteligencia que estaban en contacto con la URSS y operaban en países europeos ocupados por los nazis y en la propia Alemania, durante la Segunda Guerra Mundial. También hubo contacto en países neutrales en Europa. Los líderes de los grupos más famosos fueron Arvid Harnack y Harro Schulze-Boysen en Berlín, Leopold Trepper en París y Bruselas.

## Breve historia
La composición de los grupos era internacional, estaba formada por antifascistas de diversas orientaciones políticas y trabajadores del Komintern.
Las residencias de inteligencia militar y de inteligencia de la NKVD eran independientes, pero por circunstancias, principalmente relacionadas con el inicio repentino de la Gran Guerra Patria, los miembros de varias residencias tuvieron que contactarse entre sí, lo que contribuyó posteriormente a la liquidación de las redes de inteligencia.
En diciembre de 1941, la Funkabwehr logró localizar uno de los transmisores que operaban en Bruselas. Comenzaron las primeras detenciones, que llevaron a la destrucción de las residencias. V. Schellenberg escribió en sus memorias que no fue posible detener por completo la lucha de la "Capilla Roja".
La Unión Soviética guardó silencio sobre el círculo de amigos de Berlín durante 20 años. El 6 de octubre de 1969, por decreto del Presidium del Soviet Supremo de la URSS, se condecoraron a 32 miembros de la Orquesta Roja, 29 de ellos a título póstumo. La mayor parte de los premiados pertenecía al grupo de Berlin; Schulze-Boysen y Harnack.
El círculo de espías tenía tres ramas importantes: la red francesa, la belga y la holandesa, la red de Berlín y el Círculo de "Lucy" que operaba en la segura y neutral Suiza. Asimismo hubo una red japonesa. Los miembros de la red eran conocidos por los alemanes como "pianistas", dado que transmitían sus mensajes usando el telégrafo operado manualmente. La red aportó información prioritariamente a los soviéticos, pero también la compartía con los aliados, a expensas de los soviéticos.

## Grupo de Trepper en Bruselas
Comenzó a formarse en 1939, cuando Leopold Trepper, un agente del Servicio de Inteligencia de la URSS, estableció una red de inteligencia en Bruselas. Una característica importante de esta red, fue que Trepper pudo establecer una empresa comercial en Bruselas, que posteriormente abrió sucursales en muchos países europeos grandes y obtuvo ingresos que permitieron apoyar plenamente las actividades no solo del propio grupo Trepper, también al resto de grupos de resistencia de la Orquesta Roja. El mismo Trepper es considerado el principal coordinador y mentor de toda la Capilla Roja. Proporcionó a la Unión Soviética información tan precisa, diversa y completa que los historiadores modernos consideran que las actividades de los grupos de resistencia de la Orquesta Roja fueron más efectivas que las actividades de los servicios oficiales de inteligencia de cualquier país durante la Segunda Guerra Mundial. Así lo confirma una cita del jefe de la Abwehr, el almirante Canaris:

¡La "Banda Roja" costó a Alemania la vida de 200.000 soldados!

Trepper también apoyó financieramente las actividades del famoso oficial de inteligencia soviético Richard Sorge en Japón.
Otra figura clave tanto del grupo como de toda la Capilla Roja fue Anatoli Gurevich (seudónimo KENT), quien más tarde se convirtió en adjunto de Trepper. Su tarea principal era mantener los vínculos entre los grupos de resistencia independientes. Para ello, Gurevich tuvo que trasladarse con frecuencia de un país ocupado por Alemania a otro, lo que suponía un riesgo extremo tanto para él como para todo el organismo de inteligencia, debido a que poseía una enorme cantidad de contraseñas, lugares y apariencias.

## Grupo Schulze-Boysen y Harnack en Berlín
El grupo fue formado en Berlín por Harro Schulze-Boysen, oficial de la Luftwaffe, su esposa Libertas, Arvid Harnack, quien era abogado y economista de profesión, su esposa estadounidense Mildred, y sus amigos y conocidos.
Schulze-Boysen se opuso al movimiento nazi incluso antes de que Hitler llegara al poder, pero luego se unió a la Luftwaffe como frente. En secreto, continuó sus relaciones con antinazis, incluida Libertas, quien luego se convirtió en su esposa en 1936.
Harnack también pertenecía al círculo de los antinazis y desde 1939 trabajó junto a Harro.
El grupo de resistencia incluía a comunistas, judíos, conservadores políticos, católicos y ateos, con un total de más de 150 personas. Los participantes tenían entre 16 y 86 años de edad y aproximadamente el 40 % eran mujeres.
La importancia de la red de Berlín en la Segunda Guerra Mundial fue primordial para desmantelar la estrategia alemana en la batalla de Stalingrado (la Orquesta Roja causó por lo menos la muerte de 250 000 soldados del Eje suministrando detalles estratégico-operativos del Frente del Este, e intervino igualmente suministrando informaciones sobre fabricación de armas y los cohetes V1 y V2). 
Por saber, sabía incluso la fecha exacta de la entrada de Alemania en guerra contra la URSS, información sobradamente contrastada. Los alemanes descubrieron la red por casualidad, en Bélgica, a fines de 1941; la investigación les reveló que era la red de espionaje más amplia y profunda que poseían los Aliados. 
Muchos de los agentes eran alemanes de los más diversos estratos de la sociedad, artistas, escritores, estudiantes, comerciantes y militares con tendencias políticas opuestas al régimen, no necesariamente comunistas. Pero el núcleo dirigente estaba formado por comunistas confesos que habían podido escapar a la represión hitleriana: el teniente de la Luftwaffe Harro Schulze-Boysen, sobrino segundo del almirante Tirpitz, y Arvid Harnack del Ministerio de Economía del Reich, sobrino del famoso historiador Adolf von Harnack. 
El grupo pasó la mayor parte de la información a los Estados Unidos a través del embajador estadounidense, Donald Heath. Sin embargo, esto fue solo una pequeña parte de las actividades del movimiento. La organización distribuyó folletos destinados a desestabilizar la actitud de los ciudadanos alemanes hacia el nazismo. 
La red berlinesa de la Orquesta Roja fue desmantelada en parte por la Gestapo el 31 de agosto de 1942, después de que los alemanes descifraran las transmisiones de radio de Trepper y arrestaran a Johann Wenzel el 30 de julio. Horst Heilmann intentó advertir a Schulze-Boysen, pero fracasó. Harro fue arrestado el 30 de agosto, Harnack el 3 de septiembre. Al final de la guerra, se hicieron más de 600 arrestos en Bruselas, París y Berlín. Entre los arrestados había miembros de la Abwehr, Ministerio de Propaganda, Ministerio del Trabajo, Ministerio del Exterior y la oficina administrativa de la ciudad de Berlín. 
Los procesos judiciales se llevaron en el más estricto secreto; hubo 58 condenas a muerte, los hombres ahorcados y las mujeres guillotinadas, y muchas otras a cadena perpetua.
La contrainteligencia alemana terminó descubriendo setenta y cuatro emisoras de la Orquesta Roja; más tarde se supo que eran más de quinientas. Las principales funcionaban en Lieja, Gante, Bruselas, Estambul, Atenas, Belgrado, Ginebra, Viena, Roma, París, Ámsterdam, Berlín, Neuchâtel, Madrid, Barcelona, Amberes, Estocolmo, Copenhague, Trondheim, Lyon, Marsella y Lille. Sólo en París había una treintena.

## Troika roja en Suiza
La Orquesta Roja también incluía una red separada, fuera del alcance de las fuerzas de seguridad alemanas, en Suiza. El grupo estaba dirigido por Sandor Rado (nombre en clave DORA), un inmigrante húngaro, comunista y geógrafo, quien lo fundó a su llegada a Ginebra en 1936. Para abril de 1942 era el líder de la organización, teniendo tres subgrupos subordinados a los siguientes líderes: Rachel Dübendorfer (SISSY), Georg Blanc (LONG), Otto Pünther (PAKBO).. La Troika Roja envió más de 5.000 mensajes en tres años.
El grupo de Rado reunió mucha información útil en Suiza y también tenía algunos contactos en Alemania. Quizás el dato más importante es que el grupo estuvo en contacto con el Círculo de Lucy, que a su vez tenía contactos importantes en Alemania, y también tenía conexiones con el Servicio de Inteligencia Británico. 
Su principal agente era Rudolf Roessler, de nombre en clave "Lucy". Roessler era considerado un patriota por sus amigos, pero pasaba información a través de Suiza al agente Alejandro Radó (Sandor Radó), alias "Dora", que retransmitía sus informes a Moscú. Su hermana estaba casada con el director de orquesta Hermann Scherchen, también colaborador. 
Roessler proveyó valiosa información vital sobre los planes alemanes en el Frente Oriental con gran precisión y en la Operación Citadelle, con uno o varios importantísimos informantes dentro del OKH, todavía hoy desconocidos. Su mayor informante cuyo nombre en código "Woerter", sigue siendo un misterio, pero se cree que fue un hombre de confianza del entorno de Hitler, ya que siempre poseía una certeza sorprendente. Informó con anterioridad de los planes de invasión a Francia, Bélgica y Holanda.  
Recién empezado 1943, los enemigos de Rado lograron detectar sus tres emisoras de radio (las Rote Drei). Su cuñado, Hermann Scherchen, lo ocultó por un tiempo en Ginebra, hasta que en 1944 pudo salir de Suiza. Pasando por París y El Cairo, finalmente llegó a la Unión Soviética, donde fue internado inmediatamente. Debido a que en París y El Cairo había establecido contacto con servicios secretos británicos, un tribunal militar en Moscú lo condenó a muerte por desobediencia pese a que su trabajo anterior para la GRU había sido reconocido con la Orden de la Bandera Roja. Pero Stalin lo indultó, rebajándo la pena a diez años de trabajos forzados. Tras cumplir esta condena fue liberado en 1955, regresó a Budapest y trabajó allí como empleado de la oficina estatal de levantamiento topográfico y geografía. Posteriormente asumiría además el cargo de director del Instituto de  Geografía económica de la Universidad Karl Marx de Budapest. 

## Grupos independientes en colaboración con la red Orquesta Roja
El escritor Adam Kuckhoff, el teniente segundo Herbert Gollnow, J. Wenzel, agente de la Internacional Comunista en Bruselas, la condesa Ericka de Brockdroff y el profesor W. Kraus (Marburgo), quien distribuía el periódico ilegal El Frente Interior, repartía octavillas y reclutaba a trabajadores inmigrantes. Ilse Stöme estaba infiltrada en el Servicio de Información de Asuntos Extranjeros; el coronel de la Luftwaffe Erwin Gras y Horts Helmamm, que operaba en la oficina de claves del contraespionaje, la bailarina Olga Schottmüller, la vidente Anna Krause y el diplomático Rudolf von Scheliha. Al igual que otras asociaciones, como el Frente Negro y la Rosa Blanca, luchaban contra Hitler desde el interior. La eficacia de la red llegó a ser tal que cualquier decisión del Alto Estado Mayor alemán (OKH) se conocía por los Aliados sólo con una diferencia de nueve horas desde que era tomada. Pero quizá el más famoso y anónimo espía de la Orquesta Roja fue Leopold Trepper, quien diseñó la arquitectura de la red, era conocido como "Gran Jefe" y se ocupaba de la red franco-belga.

## Persecución por parte de las autoridades nazis
La inteligencia alemana comenzó a interceptar mensajes de radio enviados a Moscú el 26 de junio de 1941. El transmisor con el indicativo “RTX” transmite un radiograma “KLK desde PTX 2606 0330 32WES N14KBV…”, seguido de una secuencia de treinta y dos grupos de números de cinco dígitos, que finaliza con la firma “AR 50 385 KLK desde PTX…” . Los alemanes también descubrieron otros transmisores de radio que usaban cifrados similares. Con la ayuda de radiogoniómetros, pronto se estableció que la estación de respuesta estaba en algún lugar cerca de Moscú, y una de las estaciones transmisoras estaba en Bruselas. En dos meses, los alemanes registraron 250 "conciertos". Uno de los historiadores estadounidenses D. Dallin comenta:

La contrainteligencia alemana y la Gestapo, cuyos servicios de escucha por radio interceptaron hasta quinientos mensajes de radio encriptados en 1941, sabían de la existencia de una red de espionaje soviética en Europa Occidental. Los códigos y cifrados de estos mensajes estaban tan magníficamente pensados que incluso los mejores descifradores y expertos alemanes no pudieron leer ninguno de ellos. Respetaron la sofisticación de las acciones y el equipamiento técnico de la red de inteligencia soviética.

El 13 de diciembre, como consecuencia del asalto a la casa Rue des Atrébates 101 en Bruselas, fueron capturados Sophia Poznanskaya, Rita Arnoux y David Kami. Durante la detención, Trepper apareció en la casa, pero, haciéndose pasar por un vendedor de conejos, hábilmente logró evitar el arresto y ordenó al grupo de Bruselas que se escondiera, cortando así el camino a la contrainteligencia alemana. El avión de ataque alemán encontró una radio, documentos de las autoridades alemanas, fotografías. Se desconoce quién fue el informante que dio la ubicación del grupo. A pesar de la tortura, los exploradores capturados no dieron ninguna información. Pero se encontró una hoja carbonizada con números en la chimenea, estaba claro que se trataba de un cifrado, en el que los criptoanalistas alemanes comenzaron a trabajar de inmediato.
Los alemanes capturaron dos centros de comunicación más y también descubrieron durante las búsquedas que se utilizó un cifrado de libro. En los libros incautados en diferentes lugares se repetía el nombre del héroe literario "Proctor", que también estaba escrito en francés en un papel. Los oficiales de contrainteligencia alemanes descubrieron un libro clave, que resultó ser la novela de Guy de Teramon El milagro del profesor Valmar, en la página 286 en la que se menciona al mismo Proctor. Gracias a esto, se descifraron 120 mensajes cifrados. La mayoría de los cifrados de la "Orquesta Roja" se basaron en el uso de libros con cifrado adicional.
Tras el arresto de los operadores de radio de Bruselas, Trepper intentó en vano persuadir a Gurevich (seudónimo "Kent") para que buscara refugio en Alemania, pero Gurevich desobedeció su consejo y huyó a Marsella. En junio de 1942, bajo tortura, Johann Wenzel entregó un código para descifrar un mensaje de radio de Moscú a Bélgica, después de lo cual el 12 de noviembre Gurevich fue arrestado en Marsella y llevado a Berlín. Para mantenerse con vida, Gurevich reveló algunos de sus contactos, luego de lo cual comenzó una ola de arrestos por parte del Grupo de Berlín.
Trepper fue arrestado en noviembre de 1942. Al igual que Gurevich, solo pudo salvar su vida prometiendo a los alemanes trabajar como agente doble. En septiembre de 1943 logró escapar a Francia, desde donde se ofreció a las autoridades de Moscú como doble agente, a lo que Moscú se negó por considerar imposible su fuga. En enero de 1945, Trepper regresó a Moscú, donde fue sentenciado a 15 años de prisión, luego reducido a 10 años, fue liberado y rehabilitado tras la muerte de Stalin.

### Sentencias y ejecuciones
El primer juicio se abrió el 15 de diciembre de 1942. Las primeras once condenas a muerte por "alta traición". y dos condenas por "participación pasiva en alta traición" (6 y 10 años de trabajos forzados) se dictaron el 19 de diciembre. Para once casos con pena de muerte, se fijó un plan de ejecución. El 22 de diciembre, de 19:00 a 19:20, con un intervalo de 4 minutos, fueron ahorcados:
- Rudolf von Sheliha
- Harro Schulze-Boysen
- Arvid Harnack
- Kurt Schumacher
- John Grudenz

De las 20:18 a las 20:33 con un intervalo de 3 minutos fueron decapitados:
- Horst Heilmann
- Hans Coppi
- Kurt Schulze
- Ilse Stöbe
- Libertas Schulze-Boysen
- Elizabeth Schumacher

De los detenidos restantes, 76 fueron condenados a muerte, 50 recibieron penas de prisión. Cuatro hombres entre los acusados fueron asesinados sin juicio. Se ejecutaron alrededor de 65 sentencias de muerte.